# Carleigh Williams
Carleigh Williams (* 4. Dezember 1992 in Beverly Hills, Florida) ist eine US-amerikanische Fußballspielerin.

## Karriere
Während ihres Studiums an der University of Central Florida spielte Williams von 2011 bis 2014 für die dortige Universitätsmannschaft der UCF Knights und lief parallel dazu im Jahr 2012 bei der W-League-Franchise VSI Tampa Flames auf. Anfang 2015 wurde sie beim College-Draft der NWSL in der vierten Runde an Position 31 von den Dash verpflichtet. Ihr Ligadebüt gab Williams am 26. April 2015 im Auswärtsspiel bei den Boston Breakers. Ende Juli wurde sie von den Dash freigestellt, die im Gegenzug die brasilianische Nationalspielerin Andressa verpflichteten.
Williams wechselte daraufhin bis zum Jahresende zum norwegischen Erstligisten Amazon Grimstad FK und von dort weiter zum französischen Erstligisten FC Metz.